# Filiu, Brăila
Filiu (în trecut, și Budișteanca) este un sat în comuna Bordei Verde din județul Brăila, Muntenia, România.
La sfârșitul secolului al XIX-lea, Filiu era reședința unei și comune cu același nume, aflată în plasa Balta a județului Brăila și formată din satele Filiu și Lișcoteanca-Satnoeni, precum și târla Lișcoteanca-Cărămidari, având o populație totală de 1108 locuitori. Comuna avea o școală de băieți cu 142 de elevi, înființată în 1858, una de fete cu 20 de eleve, înființată în 1880 și o biserică ortodoxă zidită în 1845 de clucerul Ioniță Budișteanu. În 1925, comuna Filiu avea în componență satele Filiu, Filiu-Târlele, Lișcoteanca-Cărămidari și Lișcoteanca-Satnoeni, cu o populație totală de 1623 de locuitori.
Ea a fost la un moment dat desființată și inclusă în comuna Bordei Verde, iar în 1970 satul Filiu a dispărut în urma inundațiilor din 1970. Atunci, localnicii s-au mutat la Filiu Târlele, Ianca sau Brăila.